# Расмус Йонссон
Расмус Йонссон (швед. Rasmus Jönsson, нар. 27 січня 1990, Вікен, Геганес) — шведський футболіст, нападник клубу «Гельсінгборг».

## Ігрова кар'єра
Почав займатись футболом у місцевому клубі «Вікенс», з якого 2002 року потрапив до структури «Гельсінгборга», де пройшов усі щаблі підготовки.
У дорослому футболі дебютував 2008 року виступами за «Гельсінгборг», в якій провів три сезони, взявши участь у 96 матчах чемпіонату. Більшість часу, проведеного у складі «Гельсінгборга», був основним гравцем атакувальної ланки команди і допоміг команді виграти національний кубок і суперкубок.
Своєю грою за цю команду привернув увагу представників тренерського штабу німецького «Вольфсбурга», до складу якого приєднався влітку 2011 року. У першому сезоні Расмус програв конкуренцію в нападі Маріо Манджукичу, а у сезоні 2012/13 — іншому хорвату Івиці Оличу. 
Через це 29 січня 2013 року Йонссон на правах оренди перейшов в клуб Другої Бундесліги «Франкфурт», де виступав до кінця сезону. 
9 серпня 2013 року Йонссон приєднався на правах оренди на один рік до данського «Ольборга», допомігши клубу того ж сезону виграти національний чемпіонат і кубок. Влітку 2014 року, по завершенні терміну оренди, данський клуб викупив контракт гравця, підписавши з ним контракт на дворічний період. Наразі встиг відіграти за команду з Ольборга 19 матчів в національному чемпіонаті.

## Збірна
19 січня 2011 року дебютував за збірну Швецію в переможному товариському матчі проти збірної Ботсвани (2:1), відігравши 73 хвилини, після чого був замінений на Даніеля Ларссона.

## Титули та досягнення
- Володар Кубка Швеції: 2010
- Володар Суперкубка Швеції: 2011
- Чемпіон Данії: 2013-14
- Володар Кубка Данії: 2013-14